# Helicopsyche curva
Helicopsyche curva là một loài Trichoptera trong họ Helicopsychidae. Chúng phân bố ở miền Australasia.